# Adam Wzdowski

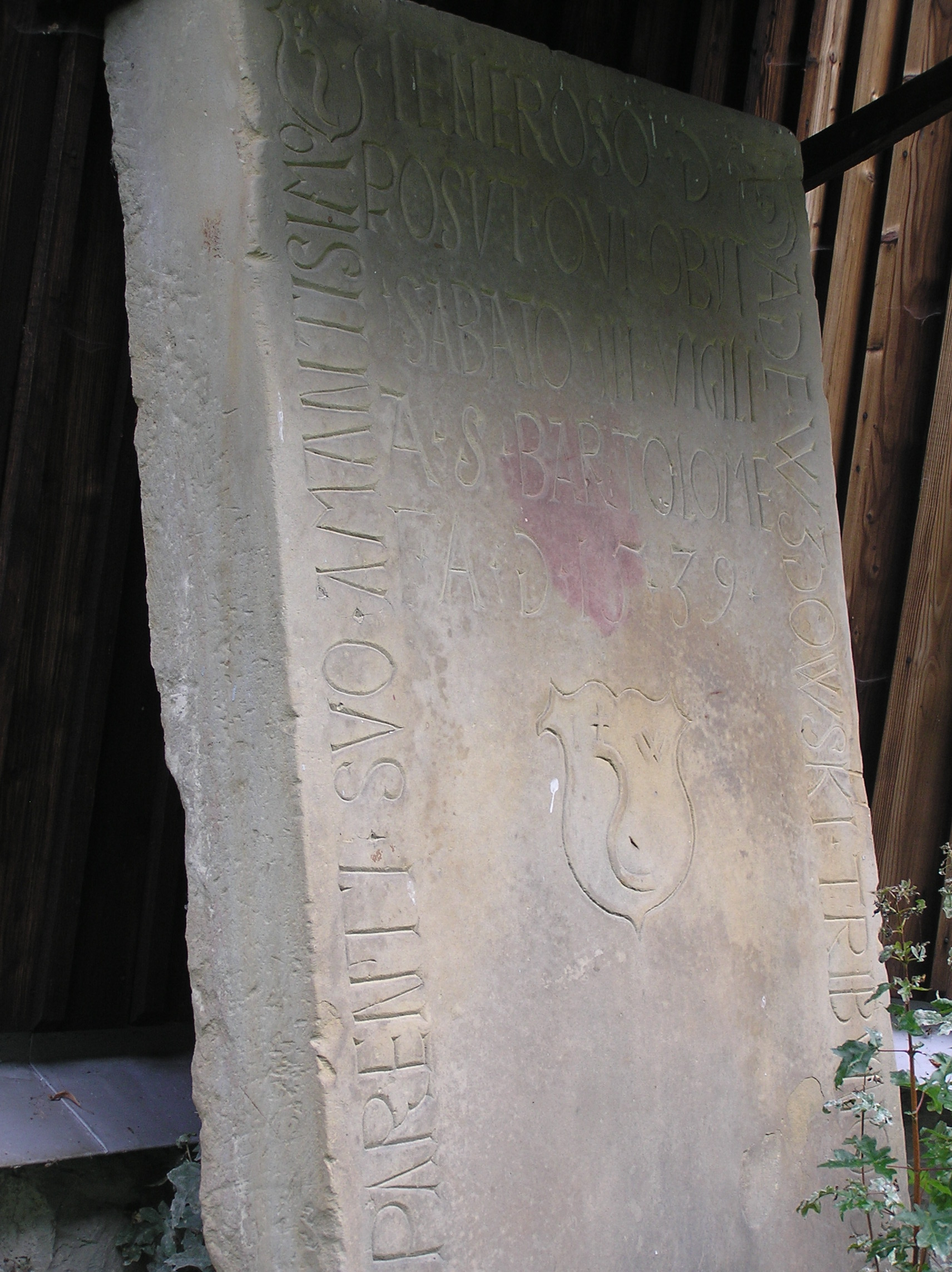
Płyta nagrobna Adama Wzdowskiego przy kościele w Zmiennicy

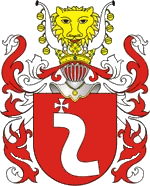
Herb Szreniawa

Adam Wzdowski herbu Szreniawa (zm. w 1539 roku) – wojski sanocki w latach 1518-1538, właściciel ziemski. 

## Życiorys
Był synem Macieja (Matheus!) Wzdowskiego poborcy sanockiego i Zofii Rosenberg c. Mikołaja.
W 1503 odbył podróż do Rzymu razem z Wiktorynem Sienieńskim. Od 1508 część miasta Nowotaniec należała do ojca Adama; Macieja Wzdowskiego, a następnie odziedziczył te dobra syn. W 1511 ojciec jego nadał miastu kolejne przywileje. W latach 1518–1519 był również właścicielem wsi Bukowiec i Wołkowyja.
Dziedziczył po ojcu część miasta Nowotańca (1520), wieś Strachocinę (-1520), dziedzic Wzdowa (1505–1538). 
W 1520 król Zygmunt pozwolił Adamowi Wzdowskiemu zastawić wieś królewską Strachocinę Janowi Boboli de Pyasky. 12 lipca 1520 król zezwala podkomorzemu wojskowemu Adamowi Wzdowskiemu sprzedać wieś królewską Strachocinę za zasługi dla króla Olbrachta, Janowi Boboli de Pyasky z Tywoni k. Jarosławia. W 1520 A. Wzdowski powierzył Pawłowi Dynowiczowi osadzeni nowych kmieci w Nowotańcu i Jaworniku na prawie kmiecym "et habent esse obedientes jure kmethonico in Nowothaniecz".
W 1532 Adam Wzdowski otrzymał wraz z towarzyszami Jakubem Freiberger de Cadan oraz podkomorzym sanockim Mikołajem Balem pozwolenie od króla Zygmunta na poszukiwanie wszelkiego rodzaju minerałów w ziemiach sanockich i bieckich.
Zmarł w 1539. Został pochowany w Jasionowie, płyta nagrobna z herbami Wzdowskich znajduje się obecnie przy kościele łacińskim w Zmiennicy. Potomstwo Adama Wzdowskiego; córki Zofia ożeniona z Hieronimem Stano, druga córka, która zawarła związek małżeński ze Stanisławem Balem oraz syn Jan Wzdowski, który był fundatorem nagrobka dla ojca w kościele w Jasionowie.